# Gömbmoha
A gömbmoha (Aegagropila linnaei) a valódi zöldmoszatok (Chlorophyta) törzsébe tartozó növényfaj. Legelterjedtebb megjelenését, a gömbölyű formát marimo néven is illetik. Nemének típusfaja.  

## Neve
Hosszú ideig a Cladophora aegagropila nevet viselte, és ez az elnevezése még mindig széles körben elterjedt, de a 2002-es DNS-vizsgálatok alapján visszahelyezték az Aegagropila nemzetségbe, ahova eredetileg is tartozott. Az eltérését a sejtfalában található kitin is alátámasztja. 

## Elterjedése
Főként a Japánban, Hokkaidó szigetén elterülő Akan-tóban és az izlandi Myvatn-tóban honos. A gömbmoha a Föld északi területének, leginkább Észak-Ázsia, Észak-Amerika és Észak-Európa országainak édesvizeiben fellelhető, de előkerült pár állománya Ausztráliából is.

## Megjelenése
Háromféle különböző alakja létezik, amelyek közül a gömbölyű emelkedik ki igazán. A víz mozgása alakítja ki gömbölyded alakját. Ezenkívül apró, szabadon úszó szálcsomóban és lapos, epilit életformát folytató, azaz kőzetek felületén élő alakban is megjelenik. 

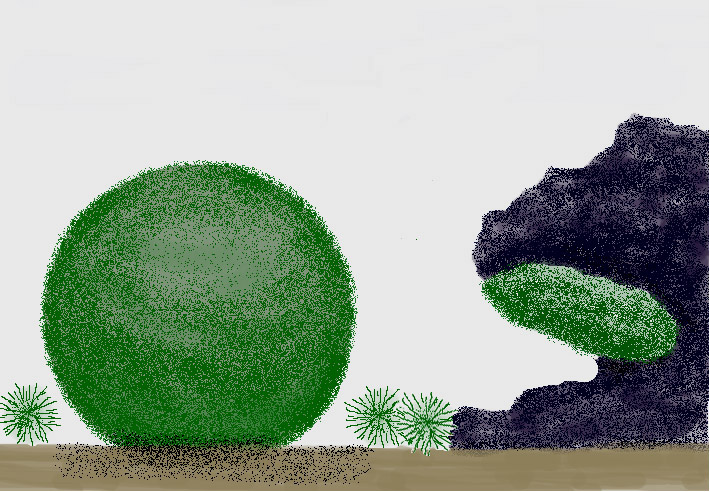
A faj három formája: marimo (gömbölyű), kis szálcsomó és lapos

A faj neve utal a mohához hasonló kinézetére és a leggyakrabban előforduló egyedi gömb alakjára. A faj általában 2-5, egyes esetekben 10 centiméter nagyságú, viszont a japán Akan-tóban élő példányok akár 30 centiméteres átmérőt is elérhetnek. Színe rendszerint zöld, de időnként barna vagy vöröses árnyalattal is rendelkezhet. A gömbmoha felszíne érintésre kellemesen bársonyos és puha. 
A gömbmoha sejtjei saját magukban is elvégeznek mindent, amire szükségük van a fotoszintézishez és az alapvető életfolyamataikhoz, némi differenciálódást is produkálva. Különlegessége, hogy sejtfalában kitin is jelen van. 

## Életmódja
A tiszta vizű, hűvös, mély tavak és patakok szolgálnak természetes élőhelyéül. Főként a 10-20 °C között mozgó vízhőmérséklettel rendelkező lassú folyású tavakban érzi magát otthon, de a brakkvizet is jól tolerálja.
Őshonos területein való fejlődése során kiemelkedő szerepet játszik a víz hullámzása. A kolóniákban a gömbmohák egymásra rétegződnek több sorban, míg a víz mozgatja őket, így minden oldalukon részesülhetnek a napfényből. Emellett a hullámzó víz gondoskodik a gömbök felületének tisztán tartásáról, lemosva a rárakódott üledékeket.
Képes fentebb emelkedni a vízfenékről, majd ismét lesüllyedni az elég napfény szerzése érdekében. Növekedése kifejezetten sok időt vesz igénybe, mérete egy évben körülbelül 5-10 milliméterrel gyarapodik. Néhány kutatás olyan eredményt kapott, hogy a tengervíz által felgyorsul a növekedési folyamat. A szabadban általában megéri a 200 évet is, míg fogságban tartva 20 évig él.
Különleges szerepet tölt be a tavak ökoszisztémájában. Megannyi hal és vízi madár táplálékát képezi, valamint sok vízi élőlény búvóhelyéül szolgál, de ezek mellett segít a víztömeg tisztántartásában is.

## Tartása
Az utóbbi időkben az akvarisztika rajongói körében rendkívül népszerűvé vált. Sokszor alkalmazzák esztétikus külleme miatt az akváriumok dekorálására. Azonban az eredeti élőhelyén sok helyen véglegesen eltűnt a kereskedelemben való nagy közkedveltsége következtében. Rendkívül könnyen kezelhető, nem kíván sok odafigyelést. 

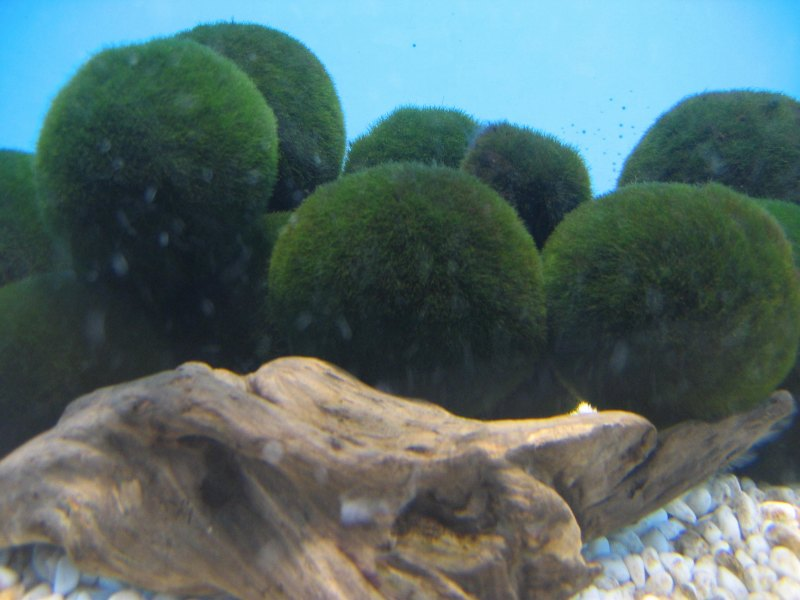
Gömbmohák csoportja Japánban az Akan-tó vizében

Akváriumban a csapvízben is boldogul, de a szűrt vagy fordított ozmózisos víz hozzájárulhat, hogy hosszabb ideig fenntartsa tisztaságát. Fény tekintetében nem igényel túl sokat, szépen növekszik gyengébb fényviszonyok között is. Tápanyagok terén sem válogat, és a normál akváriumi vízben is jól érzi magát. 
Mesterséges szaporítása akváriumi tartás között a gömbmoha kisebb darabokra való vágásával történik. Ilyenkor a darabok kezdetben szabálytalan formákat öltenek, ám idővel kialakítják jellegzetes gömbölyű formájukat.

## A kultúrában
A japán kultúrában kiemelt tiszteletet élvez, és fontos természeti kincsnek számít. A gömbmoha köré egyfajta kultusz is formálódott, hiszen a "marimo" szó Japán némely területein a "tengeri szellem" értelmében használatos. A legendák alapján ezek a gömbmohák az évszázadok alatt felgyülemlett szerencsét őrzik magukban, mintha védőszellemek lennének.
Bár hivatalosan a populációi felmérhetetlenek, a természetben a száma csökkenő tendenciát mutat. Japánban már az 1920-as évek óta védett, és 2006 óta Izlandon is.